# Paul Douglas (economista)
Paul Howard Douglas (26 marzo 1892 – 24 settembre 1976) è stato un economista e politico statunitense georgista.
Membro del Partito Democratico, mantenne la carica di senatore per gli Stati Uniti per lo stato dell'Illinois per diciotto anni, dal 1949 al 1967. Durante la sua carriera al Senato, è stato un membro di spicco della coalizione liberale. 
Viene ricordato per il suo contributo all'economia, in particolare fu co-autore, insieme a Charles Cobb, dell'articolo del 1928 in cui venne delineata la funzione di produzione Cobb-Douglas.